# Hanuman Chalisa

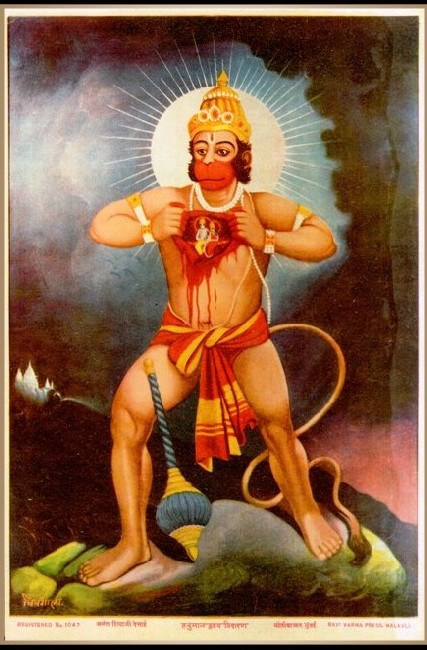
Hánuman mostrando el contenido de su corazón, donde están Rama y Sita, postal (The Baroda Art Museum, Gujarat).

La Hanuman Chalisa (pronunciación en hindi: ɦənʊmaːn tʃaːliːsaː]; literalmente «Cuarenta chaupais sobre Hanuman») es un himno devocional hindú (stotra) dirigido a Hánuman. Ha sido escrito por el poeta del siglo XVI Tulsidas en la lengua awadhi, y es su texto más conocido aparte de las Ramcharitmanas. La palabra "chālīsā" se deriva de "chālīs", que significa el número cuarenta en hindi, ya que la Hanuman Chalisa tiene 40 versos (excluyendo las coplas al principio y al final). Una interpretación de la Hanuman Chalisa cantada por Gulshan Kumar y Hariharan ha recibido más de 1.100 millones de visitas en YouTube, desde julio de 2020, convirtiéndose en la primera canción devocional en la plataforma en lograr esta hazaña.
Hánuman es un devoto de Rama y uno de los personajes centrales de una conocida epopeya hindú, el Ramayana. Según la tradición del shivaísmo, Hánuman es también una encarnación del Shiva. Los cuentos populares aclaman sus poderes, las cualidades de Hánuman —su fuerza, coraje, sabiduría, celibato, devoción al Señor Rama y los muchos nombres por los que se le conocía— se detallan en la Hanuman Chalisa.  La recitación o el canto de la Hanuman Chalisa es una práctica religiosa común.  La Chalisa es el himno más popular de alabanza a Hánuman, y lo recitan millones de hindúes cada día.

## Sobre el trabajo
La autoría de la Hanuman Chalisa se atribuye a Tulsidas, un poeta-santo que vivió en el siglo XVI. Menciona su nombre en el último verso del himno. Se dice en el versículo 39 que quien la cante con total devoción a Hánuman, tendrá la gracia de él. Entre los hindúes de todo el mundo, es una creencia muy popular que al cantar la Chalisa se invoca la intervención divina de Hánuman en los problemas graves.

### Autor

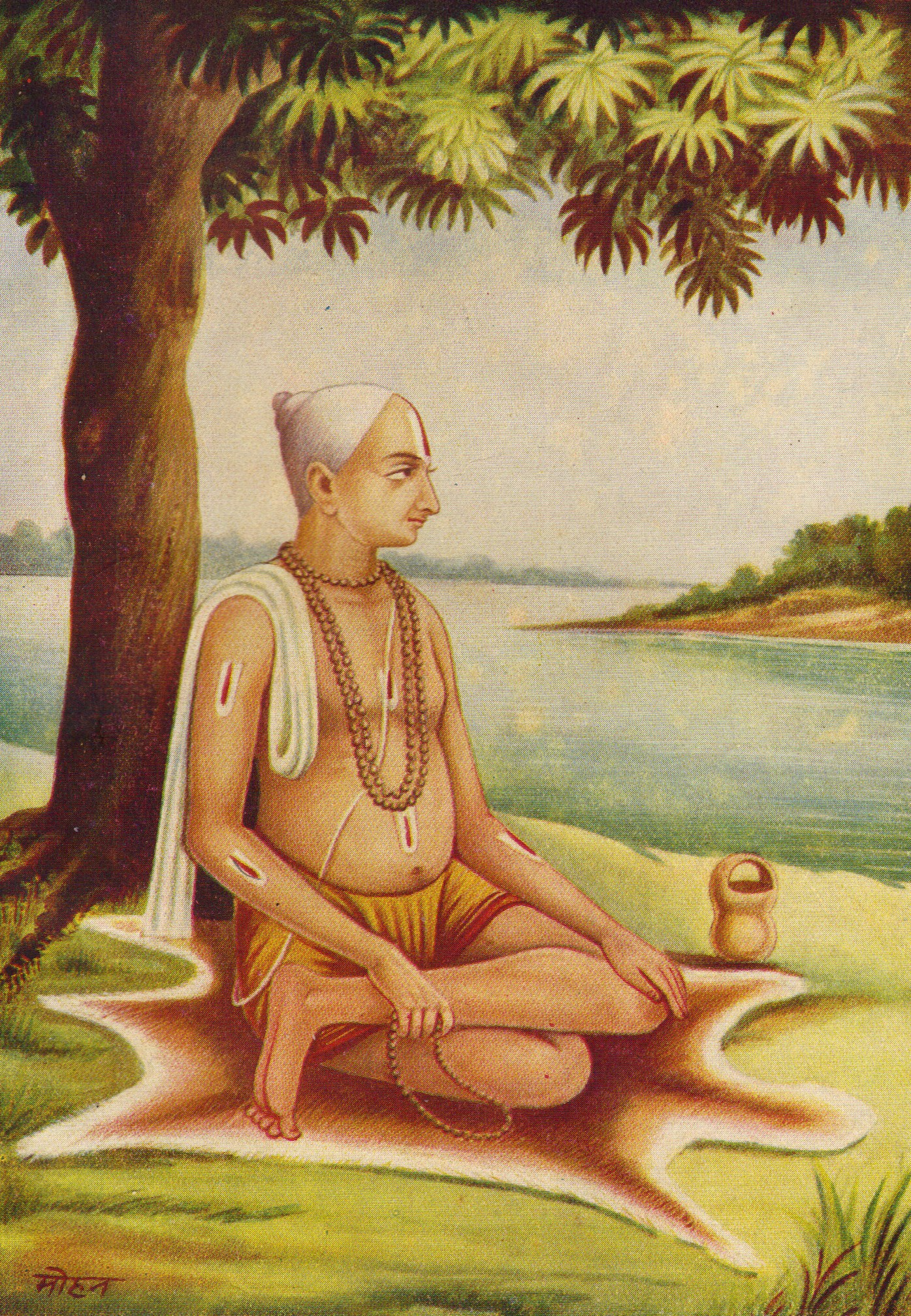
La imagen más común de Tulsidas.

Tulsidas, (1497/1532-1623) fue un poeta-santo hindú, reformador y filósofo reconocido por su devoción a Rama. Compositor de varias obras populares, es más conocido por ser el autor de la epopeya Ramcharitmanas, un relato del Ramayana en la lengua vernácula awadhi. Tulsidas fue aclamado en vida como la reencarnación de Valmiki, el compositor del Ramayana original en sánscrito. Tulsidas vivió en la ciudad de Benarés hasta su muerte. El Tulsi Ghat en Varnasi lleva su nombre. Fundó el templo Sankat Mochan Hanuman dedicado a Hánuman en Benarés, que se cree que se encuentra en el lugar donde tuvo la visión de Hánuman. Tulsidas comenzó las obras de Ramlila, una adaptación de teatro folclórico del Ramayana. Ha sido aclamado como uno de los más grandes poetas de la literatura hindi, india y mundial. El impacto de Tulsidas y sus obras en el arte, la cultura y la sociedad de la India es muy amplio y se ve hasta la fecha en el lenguaje vernáculo, las obras de Ramlila, la música clásica indostaní, la música popular y las series de televisión..

### Idioma
Hay 2 coplas al principio y una coplilla al final entre los 40 versos de Hanuman Chalisa.  El Chalisa detalla en el orden de su conocimiento, la devoción a Rama y el hombre sin ningún deseo. Como en el caso de la literatura de devoción, Tulsidas comienza el poema con dos coplas alabando a su Gurú (maestro). El lenguaje de Chalisa está en la refinada lengua awadhi.

### Deidad
La deidad hindú a la que se dirige la oración, Hánuman, es un ardiente devoto de Rama (el séptimo avatar de Vishnu) y un personaje central del Ramayana. Un general entre los vanaras, Hanuman fue un guerrero de Rama en la guerra contra el rey demonio Ravana. Las hazañas de Hánuman son muy celebradas en una variedad de tradiciones religiosas y culturales, particularmente en el hinduismo, hasta el punto de que a menudo es objeto de culto según algunas tradiciones bhakti, y es la principal deidad en muchos templos conocidos como Hanuman Mandirs. Es uno de los siete chiranjeevs (inmortales) según el Sanatan Dharma. Hánuman también aparece en el Mahabharata en el carro de Arjuna como "dhwaj" (un tipo de bandera).

## Texto
La obra consta de cuarenta y tres versos - dos dohas introductorios, cuarenta chaupais y un doha al final. El primer doha introductorio comienza con la palabra shrī, que se refiere a Shiva, que es considerado el Gurú de Hánuman. La forma auspiciosa, el conocimiento, las virtudes, los poderes y la valentía de Hánuman se describen en los diez primeros chaupais. De los once a veinte chaupais describen los actos de Hánuman en su servicio a Rama, y de los once a quince chaupais describen el papel de Hánuman en la recuperación de la conciencia de Lakshman. Del veintiuno chaupai, Tulsidas describe la necesidad de la kripa de Hánuman (concepto de la Divina gracia en el hinduismo). Al final, Tulsidas saluda a Hánuman con sutil devoción, y le pide que resida en su corazón y en el corazón de los visnuistas. La conclusión del doha pide de nuevo a Hánuman que resida en el corazón, junto con Rama, Lakshman y Sita.

### Comentarios
Hasta la década de 1980, no se había compuesto ningún comentario sobre la Hanuman Chalisa, que Rambhadracharya atribuye a que la obra no está incluida en las ediciones impresas de las obras recopiladas de Tulsidas. Indubhushan Ramayani fue el autor del primer comentario breve sobre la Hanuman Chalisa. El comentario Mahaviri de Rambhadracharya en hindi, escrito en 1983, fue calificado como el mejor comentario sobre la Hanuman Chalisa por Ram Chandra Prasad.

## Revisión
Swami Karpatri consideró a Hanuman Chalisa como un Pramana supremo, omnipotente y capaz de cumplir todos los deseos, como los mantras védicos. Rambhadracharya lo llamó lleno de auspicios y una joya entre los stotras, y dijo que había sido testigo y había oído de muchos casos en los que los deseos de las personas que recitaban el Chalisa con fe fueron concedidos.

## Cultura popular
La Hanuman Chalisa es recitada por millones de hindúes cada día, y la mayoría de los hindúes practicantes en la India se saben su texto de memoria. La obra es popular entre personas de diversos grupos educativos, sociales, lingüísticos, musicales y geográficos.

### Música clásica y folclórica
El Hanuman Chalisa es uno de los libros religiosos hindúes más vendidos y ha sido cantado por muchos cantantes populares bhajan, clásicos y folclóricos. La interpretación del Hanuman Chalisa por Hari Om Sharan, publicada originalmente en 1974 por la Gramophone Company of India y reeditada en 1995 por Super Cassettes Industries, es una de las más populares, y se toca regularmente en templos y hogares del norte de la India.  Esta interpretación se basa en las melodías tradicionales del Mishra Khamaj, un raga perteneciente al Khamaj That, con la nota base tomada en la segunda clave negra (kali do) del armonio. Una grabación basada en las mismas melodías tradicionales fue lanzada en 1992 por Super Cassettes Industries, con Hariharan como cantante y Gulshan Kumar como artista.
Otras interpretaciones notables son las de los cantantes bhajan Anup Jalota y Ravindra Jain, los vocalistas hindúes Pandit Jasraj y Rajan y Sajan Mishra, y la vocalista carnática M. S. Subbulakshmi.

### Música popular
Entre los cantantes populares se encuentran la cantante carnática  M. S. Subbulakshmi, así como Lata Mangeshkar, Mahendra Kapoor, S. P. Balasubramaniam, Shankar Mahadevan y Udit Narayan.
El Hanuman Chalisa fue cantado por Amitabh Bachchan en coro con otros veinte cantantes. Esta grabación fue lanzada como parte del álbum "Shri Hanuman Chalisa" en 2011 y recibió una respuesta sin precedentes por parte del sello discográfico durante noviembre de 2011.
Una interpretación de Hanuman Chalisa cantada por Gulshan Kumar y Hariharan se convirtió en la primera canción devocional en YouTube que tuvo mil millones de visitas en mayo de 2020.